# Meghrashen
Meghrashen (en arménien Մեղրաշեն) est une communauté rurale du marz de Shirak en Arménie. En 2008, elle compte 1 498 habitants.